# Melanopella
Melanopella is een geslacht van hooiwagens uit de familie Sclerosomatidae.
De wetenschappelijke naam Melanopella is voor het eerst geldig gepubliceerd door Roewer in 1931. 

## Soorten
Melanopella omvat de volgende 3 soorten:
- Melanopella feuerborni
- Melanopella insularis
- Melanopella marginata